# Nhà hát Nowy ở Kraków

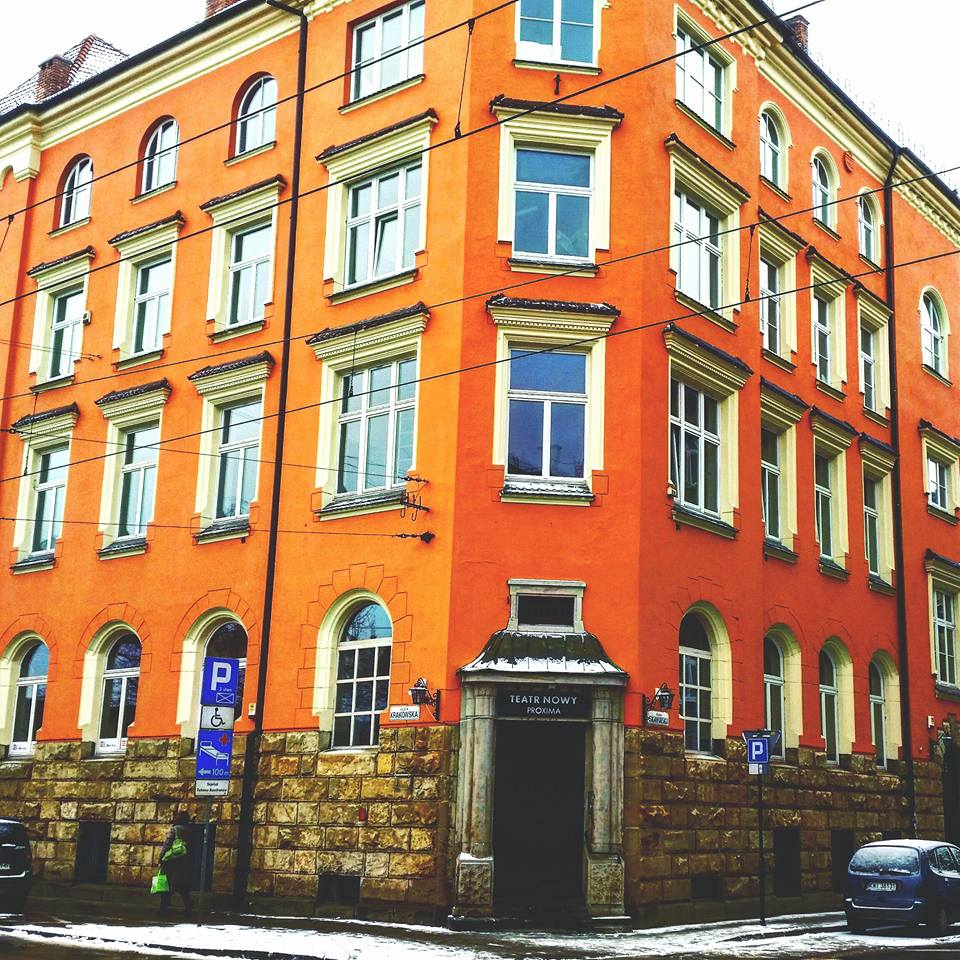
Nhà hát Nowy ở Kraków (2017)

Nhà hát Nowy ở Kraków (tiếng Ba Lan: Teatr Nowy w Krakowie) là một trong những nhà hát nổi tiếng ở Kraków, Ba Lan, bắt đầu hoạt động từ năm 2006. Nhà hát được nghệ sĩ Piotr Sieklucki thành lập.

## Vị trí
Hiện nay, Nhà hát Nowy tọa lạc tại tầng thứ hai và thứ ba của một tòa chung cư tại số 41 Phố Krakowska, 31-066 Kraków, Ba Lan. Tổng diện tích của Nhà hát là gần 550 mét vuông. Cách Nhà hát hơn 80m là Bảo tàng dân tộc học Seweryn Udziela của Kraków.
Trong cùng một tòa nhà với Nhà hát còn có một quán cà phê văn học bao gồm: một khu đọc sách, một nơi dành cho công việc, một góc dành cho trẻ em và một nơi dành cho những người yêu thích trò chơi board game. Các cuộc gặp gỡ với các nhà văn thường được tổ chức tại quán cà phê này.

## Hoạt động
Hoạt động của Nhà hát Nowy ở Kraków bao gồm: quảng bá các bộ phim mới nhất, ra mắt diễn viên và đạo diễn, sản xuất các buổi biểu diễn sân khấu và hòa nhạc, các hoạt động xã hội, giáo dục, xuất bản và triển lãm.

## Diễn viên sân khấu nổi tiếng
Dưới đây liệt kê một số diễn viên nổi tiếng tại Nhà hát Nowy ở Kraków:
- Edward Linde-Lubaszenko
- Bogdan Hussakowski
- Paweł Sanakiewicz
- Sonia Bohosiewicz
- Daniel Olbrychski
- Piotr Cyrwus
- Krystyna Czubówna
- Anna Polony
- Tadeusz Kwinta
- Stanisław Szelc
- Urszula Dudziak
- Andrzej Grabowski